# Jakov Jakir
Jakov Iosovitsj Jakir (Jiddisch: יאַנקל יאַקיר; Pîrlița (Gouvernement Bessarabië), 1908 - Netanja (Israël), 25 januari 1980) of Yankl Yakir was een joods schrijver, die meestal in het Jiddisch schreef. De schoonzus van Jakir is de bekende Jiddische schrijver Yenta Mash.

## Biografie

### Kinderjaren
Jakir werd geboren in het Bessarabiaanse dorp Perlitsa (tegenwoordig Pîrlița in Moldavië) als zoon van molenarbeider Jatta Josef. In zijn tienerjaren woonde hij in het grensplaatsje Skoelyani (nu Sculeni). 
Als kind vertelde zijn moeder hem vaak verhalen in bloemrijke taal, waaruit Jakir inspiratie putte voor zijn latere geschriften. Hij voltooide zijn studie aan het Hebreeuwse gymnasium "Magen David" in Chisinau, waar hij een tijdje studeerde bij dichter Natan Alterman. In de jaren 1930 richtte hij samen met schrijvers Gersh Leyb Kazhber en Herzl Rivkin in Boekarest het literaire tijdschrift Onzog ("boodschap") op en begon tegelijkertijd vanaf 1931 met het publiceren van verhalen en kritieken in de Jiddische pers. Rond Onzog verzamelde zich een groep van jonge Bessarabische schrijvers, die later de organisatie 'Jong Roemenië' oprichtte in Boekarest. Zijn werken werden gepubliceerd in het Chisinause dagblad Undzer Zeit ("Onze tijd"), verschillende tijdschriften in Boekarest, maar vooral in het tijdschrift Shoybn ("glazen ruiten"), onder redactie van Yankev Shternberg en Shloyme Bikl. Midden van de jaren dertig keerde hij terug naar Chisinau, waar hij ook na de annexatie van Bessarabië door de Sovjet-Unie in 1940 zijn schrijfwerk voortzette. Op 28-jarige leeftijd trouwde hij met zijn vrouw en twee jaar later werd zijn dochter Svetlana geboren. Van 1940 tot 1941 werkte hij als een Jiddische leraar op een Joodse school, maar na het uitbreken van de Grote Vaderlandse Oorlog werden hij en zijn gezin geëvacueerd naar de Oezbeekse SSR, waar hij werkte als schoolhoofd en als redacteur voor de krant Einigkeit ("eenheid") van het Joods Anti-fascistisch Comité. In Oezbekistan werd ook zijn zoon Shalom geboren. In 1945 keerde hij terug naar Chisinau en werkte van daaruit tot 1948 als correspondent voor de Einigkeit. Ook schreef hij proza en gaf lezingen over literatuur. Zijn meertaligheid, zijn vele kennis en zijn charisma als docent gaven hem een naam en maakten hem tot een gewilde spreker.

### Gevangenschap
Op 16 februari 1949 werd Jakir gearresteerd als eerste van een groep Bessarbische joodse schrijvers die terecht moesten staan in de zogenaamde zaak nr. 5390 omdat ze zich schuldig gemaakt zouden hebben aan 'Trotskistisch-nationalistische activiteiten'. In september werd hij veroordeeld tot 10 jaar dwangarbeid in de correctionele werkkampen en werd hij samen met de schrijvers Herts Rivkin, Motl Satsier en Moyshe Altman naar Koejbysjev gestuurd, van waaruit ze naar een van de Goelagkampen aan de Kolyma werden overgebracht. In kamp Kotsoegan in de beruchte kampafdeling Boetoegytsjag van de Berlag in de oblast Magadan zat hij onder andere gevangen met schrijver Note (Natan) Loerje en de dichter Anatoli Zjigoelin. Na de dood van Stalin keerde hij in 1955 terug naar Chisinau.

### Latere leven
In de jaren 1950 en 1960 werkte hij bij de redacties van verschillende Moldavische kranten en bij de uitgever van de uitgeverij Cartea Moldovenească. Hij publiceerde in het Moldavisch en Russisch en publiceerde Joodse fictie in de Jiddische kranten Fołks Sztyme ("Volksstemmen", Warschau) en La Naïe Presse ("Nieuwe pers", Parijs). Vanaf 1961 werkte hij regelmatig samen met het dat jaar in Moskou opgerichte Jiddische tijdschrift Sovietisch Heimland ("Sovjet-vaderland"), waarin hij in de jaren zestig verschillende verhalen en verhalen publiceerde. Onder het literaire pseudoniem Iacob Lăpuşneanu vertaalde hij Russische proza en poëzie naar het 'Moldavisch' (Roemeens) en de roman Blondzhende shtern ("Wandelende Sterren") van Sjolem Alejchem als Stele rėtėchitoare (Cisinau, 1962).
Na de vroegtijdige dood van zijn dochter Svetlana Yakir in 1971 vertrok hij in 1972 met zijn vrouw en zoon naar zijn Roemeense familie in Israël. Hij ging wonen in Netanja, waar hij bij de gemeente bij de afdeling Onderwijs en Cultuur werkte als cultureel coördinator voor immigranten. In Israël werden zijn werken gepubliceerd in de Yerusholaimer almanakh ("Jeruzalemse almanak"), Die Goldene Keyt ("de gouden ketting), evenals in Amerikaanse edities van Bay zikh ("op zichzelf") en "Undzer eygn ṿorṭ" ("ons eigen woord" in New York. Zijn werken verschenen in het Hebreeuws in de Israëlische kranten Maariv en Moznaim.  Een verzameling van zijn van het Russisch naar het Jiddisch werken werd in 1976 in Tel Aviv gepubliceerd met de titel Di vayse tsig mit di zilberne glekelekh ("een witte geit met zilveren bellen").
Tijdens zijn jaren als schrijver in Israël werd Jakir uitgenodigd voor het geven van lezingen over de hele wereld, waarbij hij Engeland, Argentinië en Zuid-Afrika bezocht.
Jakir stierf in 1980 in Netanja. Nog voor zijn dood werd hij voor zijn werk geëerd met de Fichmanprijs voor de Jiddische literatuur, die elk jaar door de Bessarabische gemeenschap in Israël wordt uitgereikt.

## Werken
- 1974: אַ שליטן מיט ייִשובֿניקעס (A shlitn mit yishuvnikes un andere dertseylungen; "een slee met dorpelingen en andere vertellingen"). Tel Aviv: Peretz-Farlag.
- 1975: ירח נוהג בכוכבים (yaja nohaeg ba-kohavim; "de maan leidt de sterren"; in het Hebreeuws), Tel Aviv: Hakibbutz Hameuchad.
- 1981: געשיכטעס און פּאָרטרעטן (Geshikhtes un portretn; "verhalen en portretten"). postuum. Tel Aviv: Peretz-Farlag.

- Gemeinsame Normdatei: 1117941671
- International Standard Name Identifier: 0000 0000 4378 9663
- Library of Congress Control Number: no93010357
- Nationale Bibliotheek van Israël: 987007469353705171
- Virtual International Authority File: 41409912
- WorldCat: E39PBJgMvdvWc3GPhtcQ8Qw9jC